# Правителство на Димитър Петков
Правителството на Димитър Петков е двадесет и седмото правителство на Княжество България, назначено с Указ № 5 от 23 октомври 1906 г. на княз Фердинанд Сакскобургготски. Управлява страната до 26 февруари 1907 г., след което е наследено от правителството на Димитър Станчов.

## Политика
В този период управлението на Народнолибералната партия, започнало през 1903 г., навлиза в криза, породена от обедняването на работниците и служителите. Лидерът на партията и министър на вътрешните работи Димитър Петков, който поема управлението от подалия оставка генерал Рачо Петров, се опитва потуши вълненията като ожесточава санкциите срещу организаторите и участниците в стачките, обхванали редица градове. Полицейски методи са приложени и срещу печатните издания и образователните институции, критикуващи властта, в това число и срещу Софийския университет, който е временно закрит. Убийството на Петков води до ново преустройство на кабинета само четири месеца след предишното.

## Съставяне
Кабинетът, оглавен от Димитър Петков, е образуван от дейци на Народнолибералната (стамболовистка) партия и разчита на подкрепата ѝ в XIII обикновено народно събрание.

### Кабинет
Сформира се от следните министри:
| министерство                          | име | име                   | партия                  |
| ------------------------------------- | --- | --------------------- | ----------------------- |
| председател на Министерския съвет     |     | Димитър Петков        | Народнолиберална партия |
| външни работи и изповедания           |     | Димитър Станчов       | безпартиен              |
| вътрешни работи                       |     | Димитър Петков        | Народнолиберална партия |
| народно просвещение                   |     | Иван Шишманов         | Народнолиберална партия |
| финанси                               |     | Лазар Паяков          | Народнолиберална партия |
| правосъдие                            |     | Константин Панайодов  | Народнолиберална партия |
| военен                                |     | Михаил Савов          | военен                  |
| търговия и земеделие                  |     | Никола Генадиев       | Народнолиберална партия |
| обществени сгради, пътища и съобщения |     | Димитър Петков (упр.) | Народнолиберална партия |

### Промени в кабинета

#### от 4 януари 1907
| министерство        | име | име                 | партия                  |
| ------------------- | --- | ------------------- | ----------------------- |
| народно просвещение |     | Лазар Паяков (упр.) | Народнолиберална партия |

## Събития

### 1906
- 20 декември 1906 – Започва стачка на железничарите, завършила успешно на 1 февруари следващата година.[3]

### 1907
- 3 януари 1907 – Княз Фердинанд е освиркан от студенти пред новата сграда на Народния театър, след което правителството затваря Софийския университет за шест месеца.[3] Петдесет професори са уволнени, а над 1 300 студенти са интернирани[6] – начало на Университетската криза.
- 25 януари 1907 – Народното събрание ликвидира автономията на Университета, гарантирана със закон от 1904 година.[7]
- 13 февруари 1907 – Договор за заем от Париба за 145 милиона лева с 4,5% лихва, обвързан с частичен финансов контрол и доставки на артилерия от „Шнайдер – Крьозо“. Основната част от средствата, останали след рефинансиране на стари дългове, е използвана за усилване на армията.[8]
- 26 февруари 1907 – Министър-председателят Димитър Петков е убит от уволнен банков служител в центъра на столицата.[9]